# Rioux (Canada)
Rioux is de naam van een locatie met een aantal voormalige zandgroeves op enkele kilometers buiten Clarenville, in het oosten van het Canadese eiland Newfoundland. Er bevond zich in de 20e eeuw een halte aan de eind de jaren 80 ontmantelde Newfoundlandse spoorweg.

## Geografie
Rioux bevindt zich in het dal van de Shoal Harbour River en is officieel erkend als een locality. De locatie bevindt zich slechts een 300-tal meter van de Trans-Canada Highway (TCH). De plaats is echter enkel bereikbaar via de Newfoundland T'Railway, een langeafstandspad en grindweg die de voormalige spoorwegbedding volgt, daar de TCH aan de overkant van de voornoemde rivier ligt.
De locatie aan de rechteroever van de Shoal Harbour River bestaat uit de overblijfselen van verschillende dicht bij elkaar gelegen voormalige zandgroeves langs de T'Railway. In de ruime omgeving bevinden zich in de 21e eeuw nog werkzame zandgroeves.
Rioux ligt op het grondgebied van de gemeente Clarenville, op zo'n 4 km ten noordwesten van het gelijknamige dorp.

## Geschiedenis
Rioux was nooit een bewoonde nederzetting, maar louter een plaatsnaam voor de verschillende vlak bij elkaar gelegen zandgroeves langs de Newfoundland Railway. Zeker sinds de jaren 1960 bevond er zich op de plaats een spoorweghalte. De halte te Rioux deed dienst als stopplaats voor goederentreinen. De Newfoundland Railway werd in 1988 definitief uit gebruik genomen en ontmanteld en ook de groeves sloten.
In de jaren 1990 werd de voormalige spoorwegbedding omgevormd tot een langeafstandspad en erkend als een provinciaal park. De verscheidene groeves zijn nog steeds duidelijk zichtbaar in het landschap voor passanten langs de T'Railway.